# Frederick D’Souza
Frederick D’Souza (* 4. Dezember 1934 in Siddakatte; † 12. Juli 2016) war ein indischer Geistlicher und römisch-katholischer Bischof von Jhansi.

## Leben
Frederick D’Souza empfing am 1. Januar 1961 die Priesterweihe.
Papst Paul VI. ernannte ihn am 4. März 1977 zum Bischof von Jhansi. Die Bischofsweihe spendete ihm der Erzbischof von Agra, Dominic Romuald Basil Athaide OFMCap, am 25. April desselben Jahres; Mitkonsekratoren waren Patrick Nair, Bischof von Meerut, und Baptist Mudartha, Bischof von Allahabad.
Am 31. Oktober 2012 nahm Papst Benedikt XVI. das von Frederick D’Souza aus Altersgründen vorgebrachte Rücktrittsgesuch an.